# Heinrich Niedergesäss

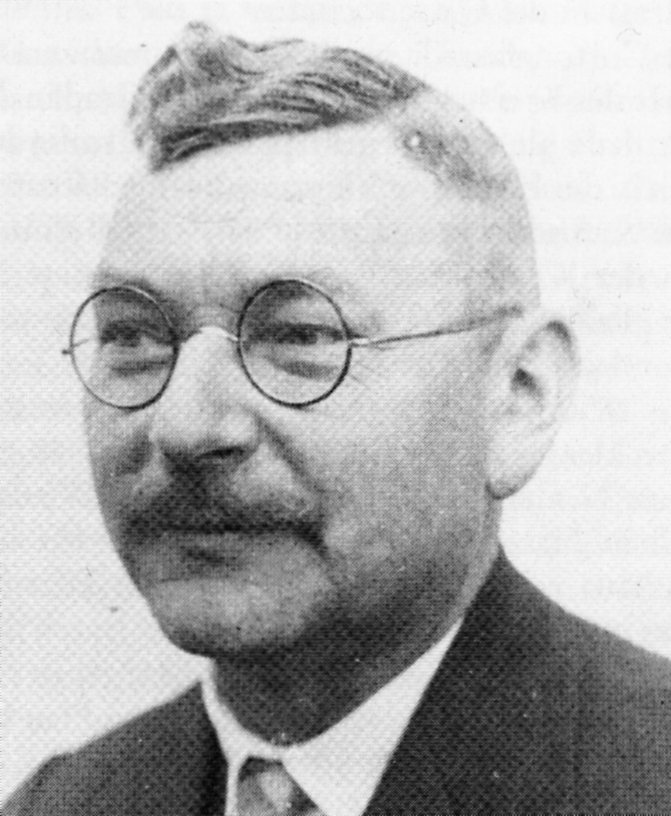
Heinrich Niedergesäss um 1918

Heinrich Niedergesäss, auch Niedergesäß (* 25. März 1883 in Norden; † 3. Mai 1945), war ein Buchdrucker in Osnabrück.

## Leben
Niedergesäss wurde 1883 in Norden als Sohn eines Kaufmanns geboren. Er erlernte den Beruf des Maschinensetzers. Nach dem Ersten Weltkrieg war er SPD-Vorsitzender in seiner Geburtsstadt Norden. Von 1929 bis zur nationalsozialistischen Machtübernahme 1933 war er SPD-Parteisekretär in Osnabrück, war dann aber zur Aufgabe seiner politischen Arbeit gezwungen und wurde zum Gegner der Nationalsozialisten. Vom 4. April 1934 bis 15. Mai 1944 war er in der Hasestraße 60 gemeldet und anschließend bis zum 14. September 1944 in der Sackstraße 11a. Ob der Umzug freiwillig oder als Folge der Repressalien und Inhaftierungen erfolgte, bleibt ungeklärt. 1937 wurde er verhaftet und wegen angeblichen Hochverrats zu anderthalb Jahren Zuchthaus verurteilt. Niedergesäss wurde am 27. Juli 1937 in das Zuchthaus Hameln eingeliefert. Am Tag seiner Haftentlassung, dem 23. August 1938, nahm ihn die Polizei Hameln in Schutzhaft und hielt ihn weitere zwei Tage im Gerichtsgefängnis Hameln fest, worauf er am 25. August in das KZ Buchenwald verschleppt wurde. Von dort durfte er am 17. September 1941 nach Osnabrück zurückkehren. Nach dem Stauffenberg-Attentat auf Adolf Hitler am 20. Juli 1944 wurde er im Rahmen der Aktion Gewitter verhaftet und in das Arbeitserziehungslager Augustaschacht bei Ohrbeck eingewiesen. Zusammen mit Fritz Szalinski, Heinrich Groos und Wilhelm Mentrup kam er von dort in das KZ Neuengamme. Bei der Auflösung des Lagers wurden über 7000 Häftlinge in die Lübecker Bucht geschickt und auf die Schiffe Cap Arcona, Thielbek und Elmenhorst verladen, wo sie alliierte Bomber versenkten. Dabei starb auch Heinrich Niedergesäss.

## Literatur

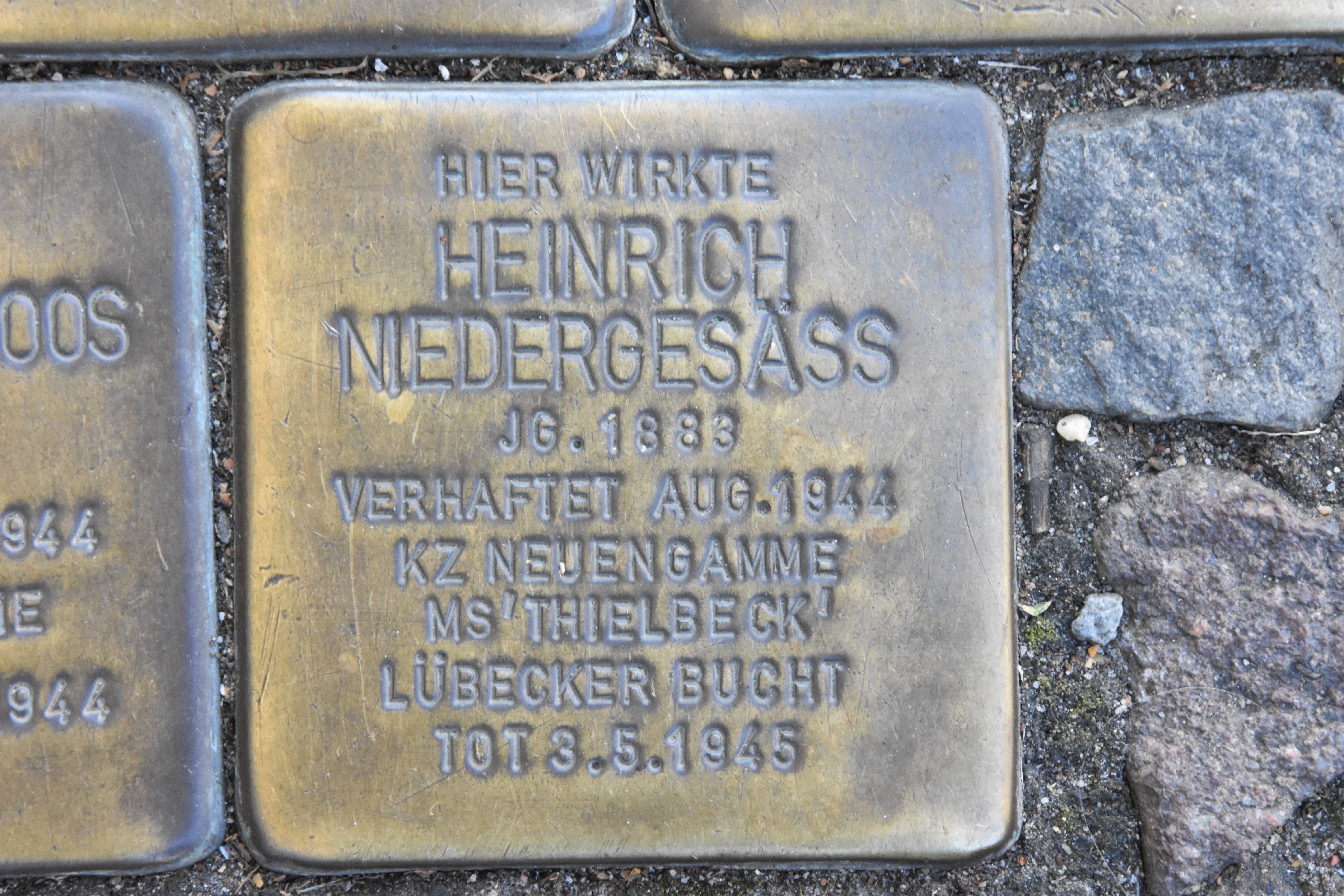
Stolperstein Heinrich Niedergesäss